# Лашхараши
Лашхараши (груз. ლაშხარაში) — село в Грузии, на территории Лентехского муниципалитета края (мхаре) Рача-Лечхуми и Нижняя Сванетия.

## География
Село находится в северной части Грузии, на правом берегу реки Цхенисцкали, на расстоянии приблизительно 25 километров (по прямой) к востоку от посёлка городского типа Лентехи, административного центра муниципалитета.

## Население
По результатам официальной переписи населения 2014 года, в Лашхараши проживало 17 человек (8 мужчин и 9 женщин). В национальной структуре населения грузины составляли 100 %.
| Год  | Население, человек |
| ---- | ------------------ |
| 2002 | 37                 |
| 2014 | ↘ 17               |